# Estrella binària

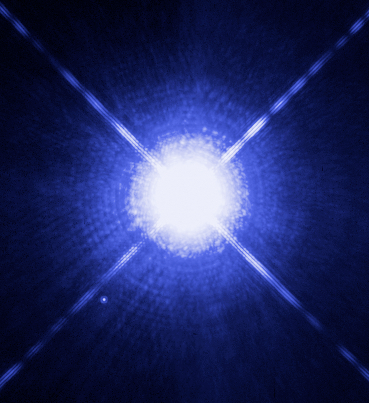
Una imatge del Hubble de Sírius, un sistema binari, en la qual Sírius B es pot veure clarament (a baix a l'esquerra)

Una estrella binària és un sistema de dues estrelles lligades físicament per la força gravitatòria i que, per tant, giren al voltant d'un centre de massa comú; per aquesta raó giren l'una al voltant de l'altra. Els sistemes estel·lars binaris són molt importants en astrofísica, ja que l'observació de les seves òrbites permet determinar-ne la massa. Així, les masses de moltes estrelles simples poden ser determinades per extrapolació a partir de les observacions fetes en estrelles binàries.
Els components d'un sistema estel·lar binari poden intercanviar massa, la qual cosa els porta a evolucionar a estadis o etapes als quals no poden arribar les estrelles simples. Són exemples de binàries: 
- Algol, una binària eclipsant.
- Sírius.
- Cygnus X-1, amb un membre que podria ser un forat negre.

Cal considerar també les «falses binàries», que semblen dues estrelles que estiguin juntes a causa d'un efecte de perspectiva; per això, se les anomena binàries òptiques o parells òptics. També són comuns els sistemes que contenen més de dos components, anomenats estrelles múltiples, que generalment es classifiquen amb un mateix nom.

## Història i terminologia

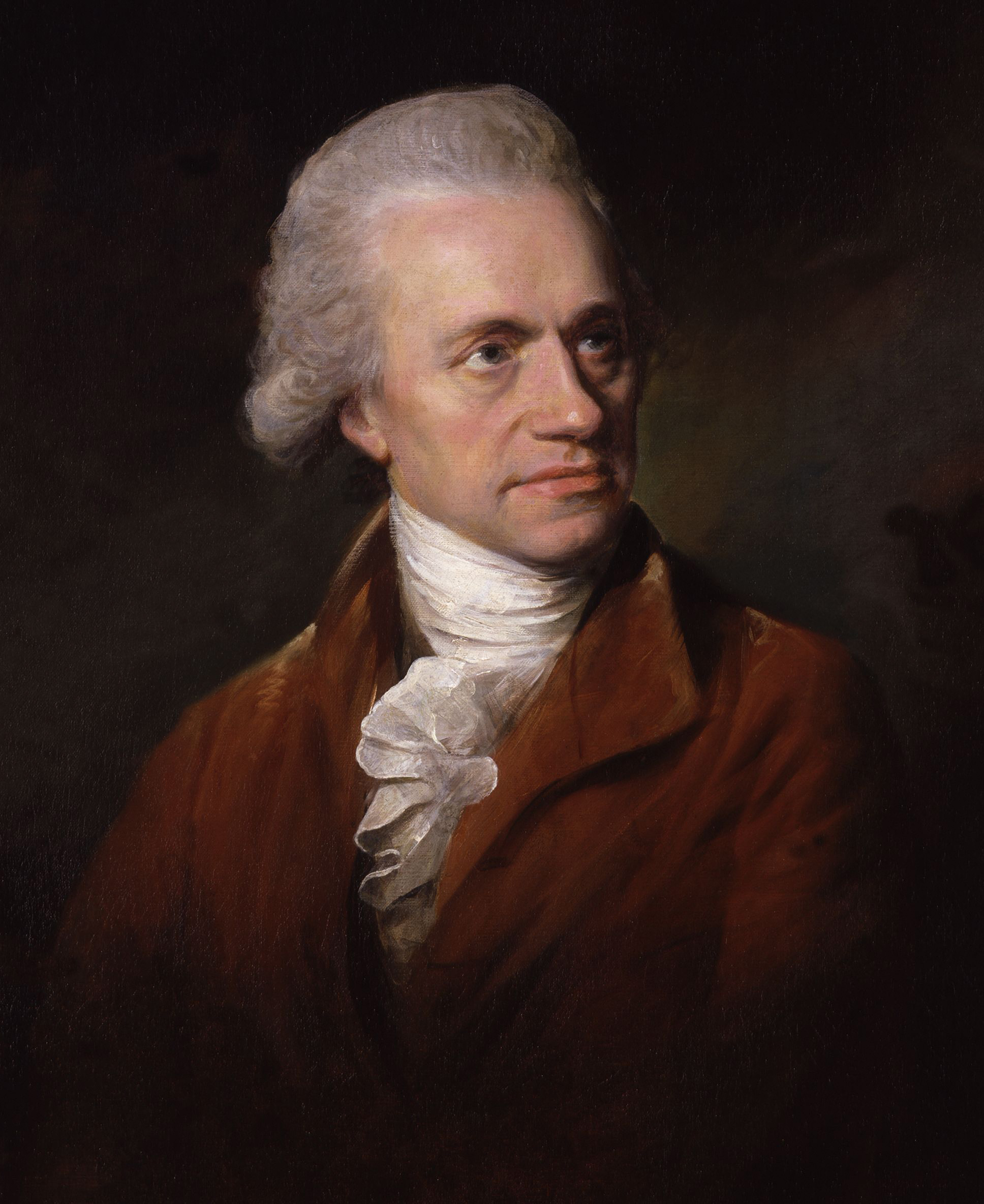
Sir William Herschel, astrònom britanicoalemany

El terme «estrella binària» fou encunyat per Sir William Herschel l'any 1802 per designar, segons la seva definició, «una estrella doble real –la unió de dues estrelles que s'han format juntes en un sistema per les lleis de l'atracció». Qualsevol parell d'estrelles prou juntes poden semblar una estrella doble, però una estrella doble real són un parell d'estrelles que no sols apareixen molt pròximes entre si vistes des de la Terra, sinó que realment es troben relativament pròximes, ja que formen un veritable sistema binari.
El cas més famós n'és el de Mizar i Alcor en la constel·lació de l'Ossa Major (Ursa Major). Va ser la primera estrella binària que es va poder observar i els seus components són Mizar A i Mizar B. Va ser descoberta per G. B. Riccioli el 1650, tot i que és possible que B. Castelli i Galileo Galilei ja l'haguessin observada el 1617. La primera binària espectroscòpica va ser, curiosament, Mizar A, descoberta el 1889 per E. Ch. Pickering.
Existeixen també, com ja s'ha dit, les falses binàries, anomenades binàries òptiques. És possible que, senzillament, una estrella doble estigui formada per un parell d'estrelles que semblin un sistema binari, però en realitat les dues estrelles poden estar molt separades en l'espai; tal com es veu des de la Terra, pot semblar que estan en una direcció molt similar. Amb la invenció del telescopi, moltes d'aquestes binàries òptiques varen ser identificades. L'any 1780, Herschel mesurà la separació i orientació de més de 700 parells d'estrelles que pareixien ser sistemes binaris, i descobrí que, després de dues dècades d'observació, uns 50 parells havien canviat la seva orientació. Però la primera òrbita d'una binària no va ser calculada fins al 1827, quan Felix Savary va calcular l'òrbita de Ksi-Ossa Major.
Les falses binàries es poden arribar a diferenciar de les autèntiques binàries tot observant-les durant un llarg període, normalment d'uns quants anys. Si el moviment relatiu que s'observa és lineal, es pot assegurar que és una conseqüència només del moviment propi i, per tant, es pot saber que no estan unides. En el cas d'una binària autèntica, l'angle de posició canvia progressivament i la distància entre les dues estrelles oscil·la sempre entre un màxim i un mínim.
Una vertadera binària està formada per un parell d'estrelles unides per la gravitació. Quan poden ser observades amb un telescopi prou potent i, si és necessari, amb l'ajuda de mètodes interferomètrics, són conegudes com a binàries visuals. En els altres casos, l'única indicació és la que s'obté amb el desplaçament Doppler de la llum emesa.
Els sistemes coneguts com a binàries espectroscòpiques consisteixen en parells relativament pròxims d'estrelles en què les línies espectrals en la llum de cada una es desplacen primer cap al blau, després cap al vermell, a causa del fet que ambdues es mouen primer cap a la Terra, i després cap enfora, durant el seu moviment voltant el seu centre de massa comú, amb el període de la seva òrbita comuna. Si el pla orbital està molt a prop de la línia visual, les dues estrelles parcialment o completament s'oculten l'una a l'altra regularment, i el sistema s'anomena binària eclipsant, de la qual cosa Algol és l'exemple més conegut.
Les estrelles binàries que són al mateix temps visuals i espectroscòpiques són rares i, quan es troben, són una preciosa font d'informació. Les estrelles binàries visuals sovint estan separades per períodes realment llargs, mesurats en dècades o centúries; consegüentment, solen tenir velocitats orbitals massa petites per ser mesurades amb mètodes espectroscòpics. A la inversa, les estrelles binàries espectroscòpiques es mouen amb rapidesa dins les seves òrbites a causa del fet que estan molt juntes; usualment, massa juntes per a ser detectades com a binàries visuals. Les binàries que són al mateix temps visuals i espectroscòpiques han d'estar relativament pròximes a la Terra per a ser observades.
Els astrònoms han descobert algunes estrelles que semblen orbitar entorn d'un espai buit. Les binàries astromètriques són estrelles relativament pròximes que es poden observar realitzant un moviment de balanceig entorn d'un punt central, sense cap companya visible. Amb algunes binàries espectroscòpiques, hi ha només un conjunt de línies desplaçant-se cap al davant i cap al darrere. Les mateixes matemàtiques usades per les binàries ordinàries poden ser aplicades per inferir la massa de la companya que falta. La companya pot ser molt feble, i per això es passa per alt o queda emmascarada per l'esclat de llum de la seva primària; també pot ser un objecte que emet poca radiació electromagnètica, o que no emeti radiació, com per exemple una estrella de neutrons.
En qualque cas, hi ha un indici clar que la companya que falta és, de fet, un forat negre: un cos amb una força gravitatòria tan forta que ni la llum en pot fugir. Tals binàries són conegudes com a binàries de massa elevada de raigs X. Probablement, l'exemple més conegut actualment n'és Cygnus X-1; la massa de la companya, que no pot ser vista, podria ser d'unes nou vegades la del nostre Sol, excedint de lluny el límit de Tolman-Oppenheimer-Volkoff, que és la massa màxima teòrica d'una estrella de neutrons, l'única altra candidata per a ser la companya. Així, Cygnus X-1 esdevé el primer objecte que, de manera general, s'accepta que és un forat negre.

## Classificació
Per a classificar les estrelles binàries es fan servir dos criteris:
1. Segons el mètode d'observació, tenint en compte les propietats que poden ser observades.
2. Segons la distància entre les estrelles que en formen part.

### Segons el mètode d'observació
Les estrelles binàries, d'acord amb les seves propietats observables, poden ser classificades en quatre categories.
- Binària visual
- Binària espectroscòpica
- Binària eclipsant
- Binària astromètrica

Una estrella pot pertànyer a més d'una d'aquestes categories i, per exemple, una estrella pot ser binària espectroscòpica i eclipsant alhora.

#### Binàries visuals
Una estrella binària visual és una binària en la qual la separació angular entre els seus dos components és prou gran perquè pugui ser observada en un telescopi com una estrella doble. La resolució angular del telescopi és un factor important en la detecció de les binàries visuals i, així, com més gran i més poderós sigui un telescopi més augmenta el nombre de binàries visuals que es poden descobrir. La brillantor de les dues estrelles és també un factor important, ja que les estrelles brillants són difícils de separar i la seva llum intensa no deixa captar la llum de les seves companyes més febles.
L'estrella més brillant d'una binària visual és l'estrella primària i la més feble és considerada l'estrella secundària. En anglès, en qualque publicació i especialment en les més antigues, una secundària feble és anomenada comes; si les dues estrelles són igual de brillants, el descobridor «escull» la primària. L'angle de posició de la secundària respecte a la primària es mesura juntament amb la distància angular entre les dues estrelles. El temps de l'observació també queda recollit.
Després d'un nombre suficient d'observacions anotades en un període determinat, es tracen les coordenades polars, i se situa l'estrella primària a l'origen; llavors, es dibuixa l'el·lipse resultant més probable, tot seguint els punts que representen les observacions i procurant que la llei de Kepler de les àrees es compleixi. Aquesta el·lipse és coneguda com a 'el·lipse aparent', i és la projecció de l'òrbita el·líptica real de la secundària respecte a la primària sobre el pla del cel. A partir d'aquesta el·lipse, es poden computar els elements complets de l'òrbita, amb el semieix major expressat en unitats angulars, llevat que es conegui la paral·laxi estel·lar del sistema i, per tant, la seva distància.

#### Binàries espectroscòpiques
Una estrella binària espectroscòpica és aquella binària en què la separació entre les estrelles és molt petita, i la velocitat orbital és molt elevada. Llevat que el pla de l'òrbita sigui perpendicular a la línia visual, les velocitats orbitals tindran components en la línia visual i, de manera periòdica, variarà la velocitat radial observada. Una vegada que la velocitat radial sia mesurada amb un espectròmetre per observar el desplaçament Doppler de les línies espectrals, les binàries que es detectin es coneixen com a binàries espectroscòpiques. La majoria no poden ser resoltes com a binàries visuals, ni amb telescopis de poder de resolució molt alt.
En algunes binàries espectroscòpiques, les línies espectrals d'ambdues estrelles són visibles, i les línies són alternativament dobles i simples. Aquests tipus de sistemes es coneixen com a binàries espectroscòpiques de doble línia, i sovint s'hi fa servir la grafia SB2 (de l'anglès: spectroscopic binary 2). En altres sistemes, l'espectre que es veu només procedeix d'una de les estrelles i les línies de l'espectre es desplacen periòdicament un cop cap al blau i després cap al vermell, i es torna a començar. Estrelles com aquestes són conegudes com a binàries espectroscòpiques d'una sola línia o SB1.
L'òrbita d'una binària espectroscòpica es determina fent una llarga sèrie d'observacions de la velocitat radial d'un o d'ambdós components del sistema. Les observacions es tracen segons el temps, i de la corba resultant se'n determina el període. Si l'òrbita és circular, llavors la corba serà sinusoidal. Si l'òrbita és el·líptica, la forma de la corba dependrà de l'excentricitat de l'el·lipse i de l'orientació de l'eix major en relació amb la línia visual.
És impossible determinar individualment el semieix major a i la inclinació del pla de l'òrbita i. De tota manera, el producte del semieix major i el sinus de la inclinació (això és, a sinus i) es pot determinar directament en unitats lineals (per exemple: quilòmetres). Si a o i poden ser determinats per altres mètodes, com en el cas de les binàries eclipsants, es pot trobar una solució completa de l'òrbita.

#### Binàries eclipsants

Animació que mostra una binària eclipsant i el seu gràfic de variació de la intensitat de llum vista per l'observador.

Una binària eclipsant és una estrella binària en què el pla orbital del sistema es troba paral·lel a la nostra línia de visió, de manera que les dues estrelles s'eclipsen una a l'altra de manera periòdica i així es produeixen variacions periòdiques en la seva brillantor aparent. En el cas que la binària sigui també una binària espectroscòpica i la paral·laxi del sistema sigui coneguda, la binària aporta una informació força valuosa de cara a l'anàlisi estel·lar.
En la darrera dècada, el mesurament dels paràmetres fonamentals de les binàries eclipsants ha esdevingut possible gràcies als telescopis de 8 metres. Això fa factible usar-les com a candeles estàndard. Recentment, s'han fet servir per a donar una estimació de la distància al gran núvol de Magalhães, a la galàxia d'Andròmeda i a la galàxia del Triangle. Les binàries eclipsants ofereixen un mecanisme per construir un mètode de mesura de la distància a les galàxies amb una millora del 5% del nivell de precisió.
Les binàries eclipsants són estrelles variables, però no perquè presentin una variació de la brillantor dels seus components individuals, sinó a causa dels seus eclipsis. La corba de llum d'una binària eclipsant es caracteritza per períodes de brillantor pràcticament constants, amb alguns períodes de caiguda de la intensitat. Si una de les estrelles és més gran que l'altra, l'una pot ser enfosquida amb un eclipsi total mentre que l'altra donarà lloc a un eclipsi anular.
El període de l'òrbita d'una binària eclipsant pot ser determinat a partir d'un estudi de la corba de llum, i es pot determinar la mida relativa de les estrelles individuals en termes del radi de l'òrbita si s'observa la rapidesa amb què es produeixen els canvis de claror, i com el disc de l'estrella més pròxima passa sobre el disc de la més distant. Si es tracta d'una binària espectroscòpica, també poden ser determinats de manera relativament fàcil els elements orbitals i la massa de les estrelles, la qual cosa significa que, en aquest cas, es poden conèixer les densitats relatives de les estrelles.

#### Binàries astromètriques
Una binària astromètrica és una estrella binària en què només és possible observar la llum d'una de les dues que componen el sistema. Es coneix l'existència de la companya perquè el moviment de l'estrella visible està pertorbat per la gravetat de la seva companya "invisible". La llum emesa per la companya pot ser massa dèbil o pot estar emmascarada per la brillantor de l'altra estrella; també pot ser que l'objecte en qüestió no emeti llum, com succeeix, per exemple, amb una estrella de neutrons o un forat negre.
Una binària astromètrica és una estrella binària en què només es pot observar visualment una de les estrelles. La posició de l'estrella visible es pot mesurar amb precisió perquè es detecta una oscil·lació deguda a la influència gravitacional de la seva companya. La posició de l'estrella és mesurada de manera repetida amb relació a estrelles més distants, i llavors es comprova si s'observen desplaçaments periòdics de la seva posició. Típicament, aquest tipus de mesurament només es pot fer amb estrelles pròximes, com les que es troben fins a uns 10 parsecs. Les estrelles pròximes tenen sovint un moviment propi elevat i, per tant, les binàries astromètriques sembla que segueixen un camí sinusoidal a través del cel.
Es pot deduir la presència de la companya si aquesta té prou massa per a arribar a causar un desplaçament observable de la posició de l'estrella principal. De les mesures astromètriques precises del moviment de l'estrella visible recollides en un període força llarg, es pot obtenir informació sobre la massa de la companya i es pot determinar el seu període orbital. Si la companya no és visible, a partir de les observacions es poden determinar les característiques del sistema usant les Lleis de Kepler.
Aquest mètode de detecció de binàries és també usat per a localitzar planetes extrasolars que orbiten una estrella. A causa de la gran diferència en les masses i el període típicament llarg de les òrbites dels planetes, cal una gran exactitud en aquest tipus de mesures. La detecció de desplaçaments de posició d'una estrella és una ciència molt exacta, i és difícil arribar a aconseguir la precisió necessària. Els telescopis espacials poden evitar l'efecte de l'atmosfera terrestre, que desdibuixa els objectes, la qual cosa ajuda a obtenir dades més precises.

### Segons la configuració del sistema

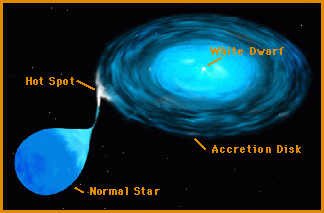
Representació artística d'una estrella variable cataclísmica

Aquesta altra classificació està basada en la distància de les estrelles, i amb relació a la seva mida:
- Les binàries separades són una classe d'estrelles binàries en què cada component està dins del lòbul de Roche, això és, l'àrea on la força de la gravitació de l'estrella és més gran que la dels altres components. Les estrelles no tenen un efecte l'una sobre l'altra gaire gran i, essencialment, evolucionen per separat. La majoria de les binàries pertanyen a aquesta classe.

- Les binàries semiseparades són les estrelles binàries en què un dels components de la binària està dins del lòbul de Roche i l'altre no. El gas de la superfície del component que omple el lòbul de Roche és transferit a l'altre, i s'acumula sobre l'estrella. La transferència de massa domina l'evolució del sistema. En molts de casos, l'afluència del gas forma un disc d'acreció que envolta l'estrella receptora. Exemples d'aquest tipus són les estrelles binàries de raigs X i les estrelles variables cataclísmiques.

- Les binàries de contacte són un tipus d'estrella binària en què ambdós components de la binària omplen el lòbul de Roche. La part més alta de les atmosferes estel·lars forma un embolcall comú que envolta ambdues estrelles. A causa del fet que la fricció de l'embolcall romp el moviment orbital, les estrelles es poden arribar a fusionar.[22]

## Evolució

### Formació
La fragmentació del núvol molecular durant la formació de protoestrelles és una explicació acceptable en el cas de la formació de sistemes d'estrelles binàries o múltiples. No és impossible que algunes binàries s'hagin pogut crear a causa d'un acte de captura gravitacional de dues estrelles simples, però sí que és molt poc probable.
En el cas de tres estrelles amb una massa similar, el resultat del problema dels tres cossos seria que un dels tres cossos sortiria projectat fora del sistema i, suposant que no apareguessin més pertorbacions significatives, els dos cossos romanents formarien un sistema binari estable. Tanmateix, si es té en compte l'alt nombre de binàries existents, no és factible pensar que aquest sigui el principal mecanisme de formació. D'altra banda, l'observació de binàries entre les estrelles anteriors a la seqüència principal, dona suport a la teoria que les binàries estaven ja formades durant el procés de formació estel·lar.

### Transferència de massa i acreció
Quan una estrella de la seqüència principal, durant la seva evolució, augmenta la seva mida pot, fins a cert punt, sobrepassar el lòbul de Roche, la qual cosa significa que una part de la seva matèria pot anar fins a la regió on la força gravitatòria de la companya és més gran que la seva pròpia. Com a conseqüència, la matèria serà transferida d'una estrella a l'altra mitjançant un procés conegut com a desbordament del lòbul de Roche (RLOF: Roche Lobe overflow), i aquesta matèria és absorbida tant per impacte directe com mitjançant un disc d'acreció. El punt matemàtic en el qual es realitza aquesta transferència s'anomena el primer punt de Lagrange. És habitual que el disc d'acreció sigui l'element més brillant i, per tant, el més visible, d'una estrella binària.

Una animació d'un "sistema binari eclipsant" transferint massa d'una estrella a l'altra.

Si una estrella creix massa aviat per sobre del lòbul de Roche, la matèria que ha de ser transferida a l'altre component és tan abundant que pot ser que aquesta matèria abandoni el sistema a través dels altres punts de Lagrange, o ho faci com a vent estel·lar i, per tant, és una pèrdua que afecta els dos components. A causa del fet que l'evolució d'una estrella ve determinada per la seva massa, aquest procés influeix en l'evolució dels dos components, i crea etapes o estadis que no poden ser assolits per una estrella sola.
Els estudis de la ternària eclipsant Algol han donat lloc a la paradoxa d'Algol dintre de la teoria de l'evolució estel·lar: encara que els components d'una estrella binària es van formar al mateix temps, i que les estrelles massives evolucionen més aviat que les menys massives, s'ha observat que el component més massiu, Algol A, encara està dins la seqüència principal, mentre que el menys massiu, Algol B, és una estrella subgegant en un estadi evolutiu més tardà. La paradoxa pot ser resolta pel fenomen de la transferència de massa: quan l'estrella més massiva esdevé una subgegant, omple el seu lòbul de Roche i la major part de la massa és transferida a l'altra estrella, que encara està en la seqüència principal. En algunes binàries similars a Algol, es pot observar actualment l'existència d'un flux de gas.

### Fugitives i noves
També és possible que, com a resultat de pertorbacions externes, determinades binàries, molt separades entre si, perdin el contacte gravitacional d'una amb l'altra; en aquest cas, els dos components del sistema evolucionaran com a estrelles soles. Una trobada en la qual dos sistemes binaris estiguin molt pròxims, com a resultat, també pot donar la disrupció gravitacional de tots els components i, llavors, algunes d'aquestes estrelles poden ser projectades a altes velocitats, i esdevenen estrelles fugitives.
Si una nana blanca té una estrella companya molt propera que supera el lòbul de Roche, la nana blanca rebrà de manera regular gasos provinents de l'atmosfera exterior de l'estrella. Aquests gasos són compactats, comprimits i encalentits sobre la superfície de la nana blanca sota l'acció de la intensa força gravitatòria, arribant-se a temperatures molt altes. La nana blanca està formada per matèria degenerada, i és molt insensible a la calor, mentre que l'hidrogen dipositat no ho és. Pot ocórrer una fusió de l'hidrogen existent a la superfície mitjançant el cicle CNO, que causi l'alliberament d'una enorme quantitat d'energia que expulsa els gasos restants de la superfície de la nana blanca. Això dona com a resultat una flamarada molt brillant, que és la nova.
En casos extrems, aquest fet pot causar que la nana blanca superi el límit de Chandrasekhar i desencadeni una supernova que destrueixi l'estrella sencera, la qual cosa és també una possible causa de formació de les estrelles fugitives. Un exemple famós d'un esdeveniment com aquest és la supernova SN 1572, que fou observada per Tycho Brahe. Recentment, el telescopi espacial Hubble va fer una fotografia del romanent d'aquest fet.

## Ús en astrofísica

Un exemple simulat d'una estrella binària, en què els dos cossos, amb una massa similar, orbiten al voltant d'un baricentre seguint òrbites el·líptiques

Les estrelles binàries són la millor eina per tal que els astrònoms puguin determinar la massa de les estrelles distants. La influència gravitacional que existeix entre aquestes les obliga a orbitar al voltant del seu centre de massa comú. A partir del patró de la seva òrbita, o de les variacions en el temps de l'espectre d'una binària espectroscòpica, es pot determinar la massa de les seves estrelles. Seguint aquest camí, es pot trobar la relació entre l'aparença de l'estrella (temperatura i radi) i la seva massa, fet que permet determinar la massa de les estrelles no binàries.
Com que una gran proporció d'estrelles formen part de sistemes binaris, aquests són particularment importants per a comprendre els processos pels quals es formen les estrelles. En particular, el període i les masses de les binàries ens donen informació sobre el moment angular del sistema. D'acord amb la llei de conservació en física, les binàries ofereixen pistes importants sobre les condicions sota les quals es formaren les estrelles.
En un sistema binari, l'estrella més massiva és designada usualment amb la lletra 'A', i la seva companya 'B'. Així, l'estrella brillant de la seqüència principal del sistema de Sírius s'anomena Sírius A, mentre que la més petita, una nana blanca, és Sírius B. De tota manera, si el parell d'estrelles està molt separat, poden ser designades amb superíndexs com, per exemple, Dseta Reticuli (ζ¹ Ret i ζ² Ret).

### Descobriments
Es creu que entre una quarta part i la meitat de totes les estrelles són sistemes binaris, i que més del 10% d'aquests sistemes tenen més de dues estrelles (triples, quàdruples, etc.).
Hi ha una correlació directa entre el període orbital d'una estrella binària i l'excentricitat de la seva òrbita; els sistemes amb un període curt tenen una menor excentricitat. Es poden trobar estrelles binàries amb qualsevol separació concebible, des de parells d'estrelles que orbiten tan juntes que es pot dir que estan pràcticament en contacte l'una amb l'altra, fins a parells separats per una distància tan gran que la seva connexió només es coneix a causa del moviment propi que realitzen a través de l'espai. Entre els sistemes d'estrelles binàries lligades per la gravitació, hi ha l'anomenat tronc de distribució normal de períodes, amb la majoria d'aquests sistemes orbitant amb un període d'uns 100 anys. Això suposa un indici que reforça la teoria segons la qual els sistemes binaris s'haurien format durant el període de la formació estel·lar.
En sistemes en què les dues estrelles tenen una mida de brillantor similar, aquestes són també del mateix tipus espectral. En sistemes en què la claror és diferent, la més feble és blava si la més brillant és una estrella gegant, i vermella si la més brillant pertany a la seqüència principal.

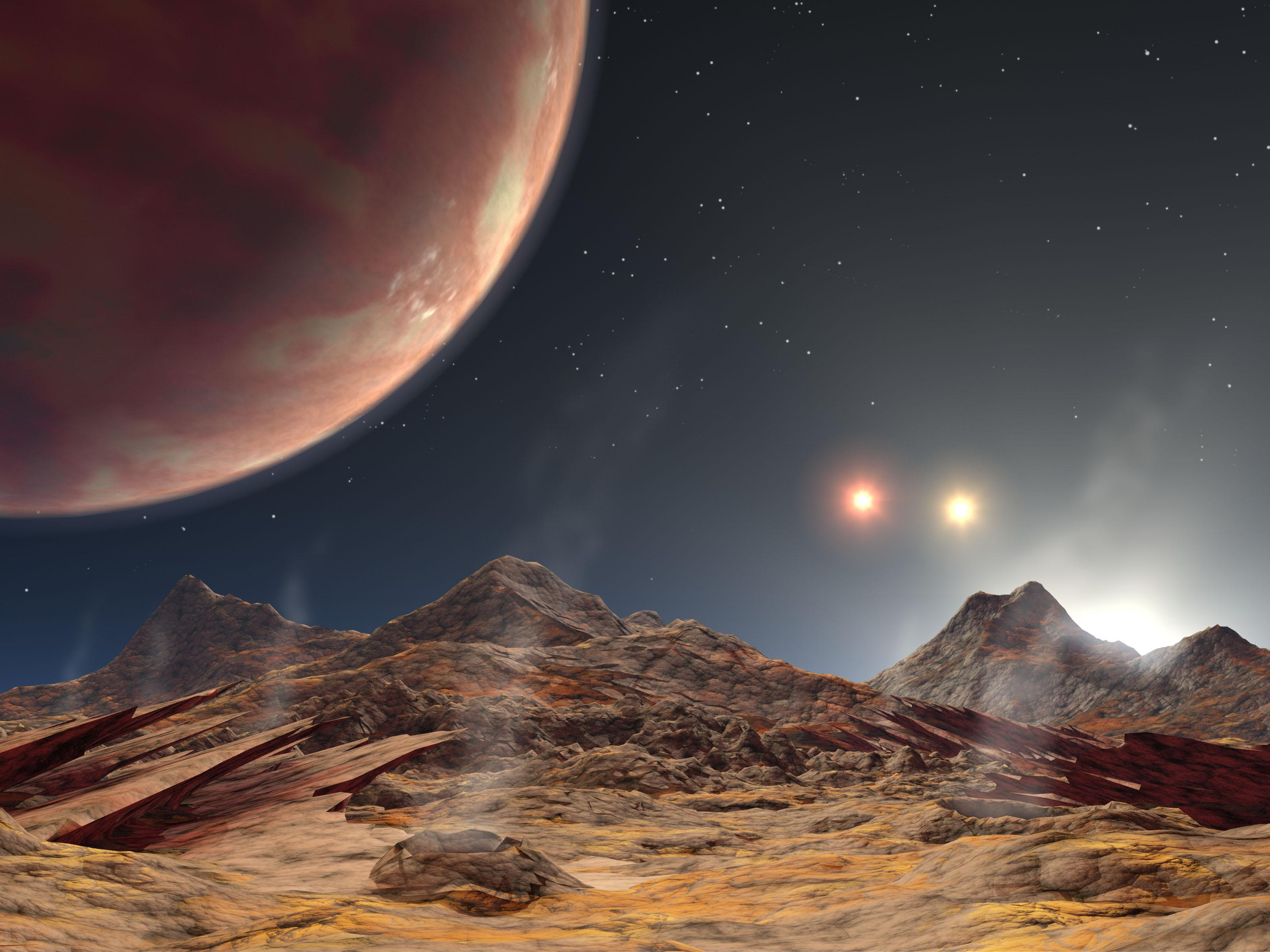
Representació artística de la vista des d'una (hipotètica) lluna del planeta HD 188753 Ab (a dalt a l'esquerra), que orbita un sistema triple estel·lar. La companya més brillant està just a sota de l'horitzó.

La massa només pot ser-ne determinada per l'atracció gravitatòria i les úniques estrelles en què això pot ser determinat són les estrelles binàries, amb l'excepció del Sol i les estrelles, que són lents gravitatòries. Això fa d'aquestes una classe d'estrelles d'una gran importància. En el cas de les estrelles binàries visuals, després d'haver determinat l'òrbita i la paral·laxi del sistema, es pot obtenir la massa combinada de les dues estrelles mitjançant l'aplicació directa de la llei harmònica de Kepler.
Malauradament, és impossible obtenir l'òrbita completa de les binàries espectroscòpiques, llevat que siguin també binàries visuals o eclipsants; per tant, d'aquests objectes només es pot determinar el producte de la massa i el sinus de l'angle d'inclinació relatiu a la línia visual. En el cas de les binàries eclipsants que són també binàries espectroscòpiques, és possible trobar una solució completa per a les especificacions (massa, densitat, mida, lluminositat, i forma aproximada) d'ambdós membres del sistema.

#### Planetes voltant les estrelles binàries
La ciència-ficció ha presentat sovint planetes d'estrelles binàries i ternàries. En realitat, algunes distàncies orbitals no són possibles per motius dinàmics; per exemple, el planeta podria ser expulsat de la seva òrbita relativament aviat, i és o bé expulsat totalment del sistema o transferit a una òrbita més interior o més exterior). D'altra banda, altres òrbites representen un seriós desafiament per a determinades biosferes a causa de les probables variacions extremes de la temperatura superficial en diferents parts de l'òrbita.
En un sistema binari, els planetes que només orbiten una estrella es diu que tenen òrbites del «tipus S», mentre que aquells que orbiten al voltant d'ambdues estrelles són òrbites «tipus P» o circumbinàries. S'estima que un 50-60% de les estrelles binàries podrien tenir planetes terrestres habitables dins d'una distància orbital estable.
Les simulacions han mostrat que la presència d'una companya binària, en realitat, pot millorar la taxa de formació de planetes dins de zones orbitals estables per la deformació del disc protoplanetari, augmentant la taxa d'acreció de protoplanetes.
La detecció de planetes al voltant de sistemes estel·lars múltiples hi introdueix unes dificultats tècniques addicionals i fa molt difícil detectar-los. Els exemples inclouen PSR B1620-26c i HD 188753 Ab; el darrer és l'únic planeta conegut en un sistema ternari.

## Exemples d'estrelles múltiples

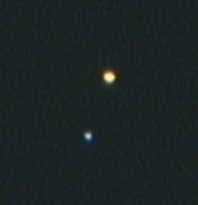
Els dos components visiblement distingibles d'Albireo

Albireo és una de les binàries visuals més fàcils d'observar, tant per la llarga distància entre els dos components com per la diferència de color. El membre més brillant, que és la tercera estrella més brillant de la constel·lació de Cygnus, és en realitat una binària de components molt apropats a aquesta mateixa. També, en la constel·lació del Cigne, podem trobar Cygnus X-1, una font de raigs X que es considera un forat negre. És una binària de raigs X de gran massa, amb una companya òptica que és una estrella variable.
Una altra binària famosa és Sírius, l'estrella més brillant en el cel nocturn, amb una magnitud aparent de −1,46. Està localitzada a la constel·lació de Canis Major. L'any 1844, Friedrich Bessel deduí que Sírius era una binària. El 1862, Alvan Graham Clark descobrí la companya, Sírius B i, per tant, l'estrella visible és Sírius A. L'any 1915, els astrònoms de l'Observatori de Mount Wilson determinaren que Sírius B tenia un diàmetre d'uns 12.000 km amb una massa d'un 98% la del Sol.
Un exemple de binària eclipsant és Èpsilon Aurigae, de la constel·lació d'Auriga. El component visible pertany a la classe espectral F0, i l'altre component, eclipsant, no és visible. El pròxim eclipsi succeirà entre el 2036 i el 2038.
Una altra binària eclipsant és Beta Lyrae, que és un sistema binari estel·lar de contacte que pertany a la constel·lació de Lira. Els seus dos components estan molt a prop i el material de la fotosfera d'una està en contacte amb l'altra, la qual cosa fa que les estrelles estiguin agrupades dintre d'una forma el·lipsoïdal. Beta Lyrae és el prototipus d'aquesta classe de binàries eclipsants, els components de les quals estan tan junts que es deformen per la seva gravitació mútua.
Entre altres estrelles binàries interessants es pot esmentar:
- 61 Cygni, una binària de la constel·lació de Cygnus, que està formada per dues estrelles de la classe K (taronja) de seqüència principal, 61 Cygni A i Cygni B; és coneguda per un elevat moviment propi.
- Proció, l'estrella més brillant de la constel·lació de Canis Minor i la vuitena estrella més brillant del cel nocturn; és una binària formada per l'estrella principal amb una feble companya, una nana blanca.
- SS Lacertae, una binària eclipsant amb un eclipsi aturat.
- V907 Sco, una binària eclipsant que es va aturar, va tornar a començar, i després es va tornar a aturar.
- BG Geminorum, una binària eclipsant que es creu que conté un forat negre amb una estrella K0 orbitant al seu voltant.

Algol és la ternària més famosa, tot i que durant molt de temps es va creure que era binària, i està localitzada a la constel·lació de Perseus. Dos dels components del sistema s'eclipsen l'un a l'altre, la variació de la intensitat d'Algol fou la primera a ser registrada l'any 1670 per Geminiano Montanari. El nom Algol, de l'àrab الغول, al-ḡūl, ‘gul’, significa ‘l'estrella del diable’, i li fou donat probablement a conseqüència del seu comportament peculiar.
Una altra ternària visible és Alfa Centauri, a la constel·lació del sud de Centaurus, que conté la quarta estrella més brillant del cel nocturn, de magnitud aparent −0,01. Aquest sistema també reforça el fet que les binàries no han de ser deixades de banda en la cerca de planetes habitables. Centauri A i B estan a una distància 11 AU quan estan més a prop l'una de l'altra i les dues poden tenir zones habitables estables.
Un exemple d'un sistema amb més de tres components és Càstor. L'any 1719, es va descobrir que Càstor era una binària visual. Tanmateix, és un sistema estel·lar sèxtuple, i la segona estrella més brillant de la constel·lació dels Bessons; és una de les estrelles més brillants del cel nocturn. Cada un dels components de Castor és, per ell mateix, una binària espectroscòpica, i té també una companya feble i molt separada, que també és una binària espectroscòpica.